# کلی اورتون (هنرپیشه زن)
 کلی اورتون (انگلیسی: Kelly Overton؛ زادهٔ ۲۸ اوت ۱۹۷۸) یک هنرپیشه، و کارگردان اهل ایالات متحده آمریکا است.
از فیلم‌ها یا برنامه‌های تلویزیونی که وی در آن نقش داشته است می‌توان به تکن اشاره کرد.